# Journal of Dental Research
Das Journal of Dental Research, abgekürzt J. Dent. Res. oder JDR, ist eine wissenschaftliche Fachzeitschrift, die vom SAGE-Verlag im Auftrag der International Association for Dental Research und der American Association for Dental Research veröffentlicht wird. Die Zeitschrift erscheint mit zwölf Ausgaben im Jahr. Es werden Arbeiten aus allen Bereichen der Zahnmedizin veröffentlicht.
Der Impact Factor lag im Jahr 2012 bei 3,826. Nach der Statistik des ISI Web of Knowledge wird das Journal mit diesem Impact Factor in der Kategorie Zahnmedizin & Kieferchirurgie an zweiter Stelle von 83 Zeitschriften geführt.
Das JDR wurde von William John Gies 1919 gegründet. Gies war der Herausgeber bis 1935. Von 1958 bis 1969 war Frank J. Orland Herausgeber.